# Metamorfosi
Metamorfosi (gr. Μεταμόρφωση) – miasto w Grecji, w administracji zdecentralizowanej Attyka, w regionie Attyka, w jednostce regionalnej Ateny-Sektor Północny. Siedziba i jedyna miejscowość gminy Metamorfosi. W 2011 roku liczyło 29 891 mieszkańców. Położone w granicach Wielkich Aten.